# الصحة العامة للأسنان
طب الأسنان العام Dental public health (DPH) هو تخصص غير إكلينيكي لطب الأسنان يتعامل مع الوقاية من أمراض الفم وتعزيز صحة الفم. تشارك الصحة العامة للأسنان في تقييم الاحتياجات الرئيسية لصحة الأسنان والتوصل إلى حلول فعالة لتحسين صحة الأسنان لدى السكان بدلاً من الأفراد. يمكن الوقاية من الأمراض المتعلقة بالأسنان إلى حد كبير وهناك عبء متزايد على أنظمة الرعاية الصحية للشفاء. تبحث الصحة العامة للأسنان عن دور ممارس طب الأسنان في علاج أمراض الأسنان ، وتسعى إلى تقليل الطلب على أنظمة الرعاية الصحية من خلال إعادة توجيه الموارد إلى المجالات ذات الأولوية. تواجه جميع البلدان حول العالم مشكلات مماثلة فيما يتعلق بأمراض الأسنان. يختلف تنفيذ السياسات والمبادئ بسبب توفر الموارد. على غرار الصحة العامة ، فإن فهم العوامل العديدة التي تؤثر على الصحة سيساعد في تنفيذ الاستراتيجيات الفعالة.
الصحة العامة للاسنان ، يُمارس عمومًا من خلال البرامج التي ترعاها الحكومة ، والموجهة في معظمها إلى أطفال المدارس العامة اعتقادًا منهم أن تعليمهم في مجال نظافة الفم هو أفضل طريقة للوصول إلى عامة الناس. كان النمط المتبع في مثل هذه البرامج في الماضي عبارة عن زيارة سنوية لممارسي طب الأسنان إلى إحدى المدارس لإلقاء محاضرة وإظهار تقنيات تنظيف الأسنان المناسبة. شهدت السبعينيات ظهور برنامج أكثر تفصيلاً تضمن أسبوعًا من جلسات التدريس ، والشرح ، والأسئلة والأجوبة لمدة أسبوع ، والتي أجراها طبيب أسنان ومساعد أسنان بمساعدة مدرس كان قد حصل في السابق على عدة ساعات من التدريب. تعليمات. كما تم استخدام برامج التثقيف الصحي للأسنان المتلفزة ، والتي تم تشجيع الآباء على مراقبتها.

## خلفية

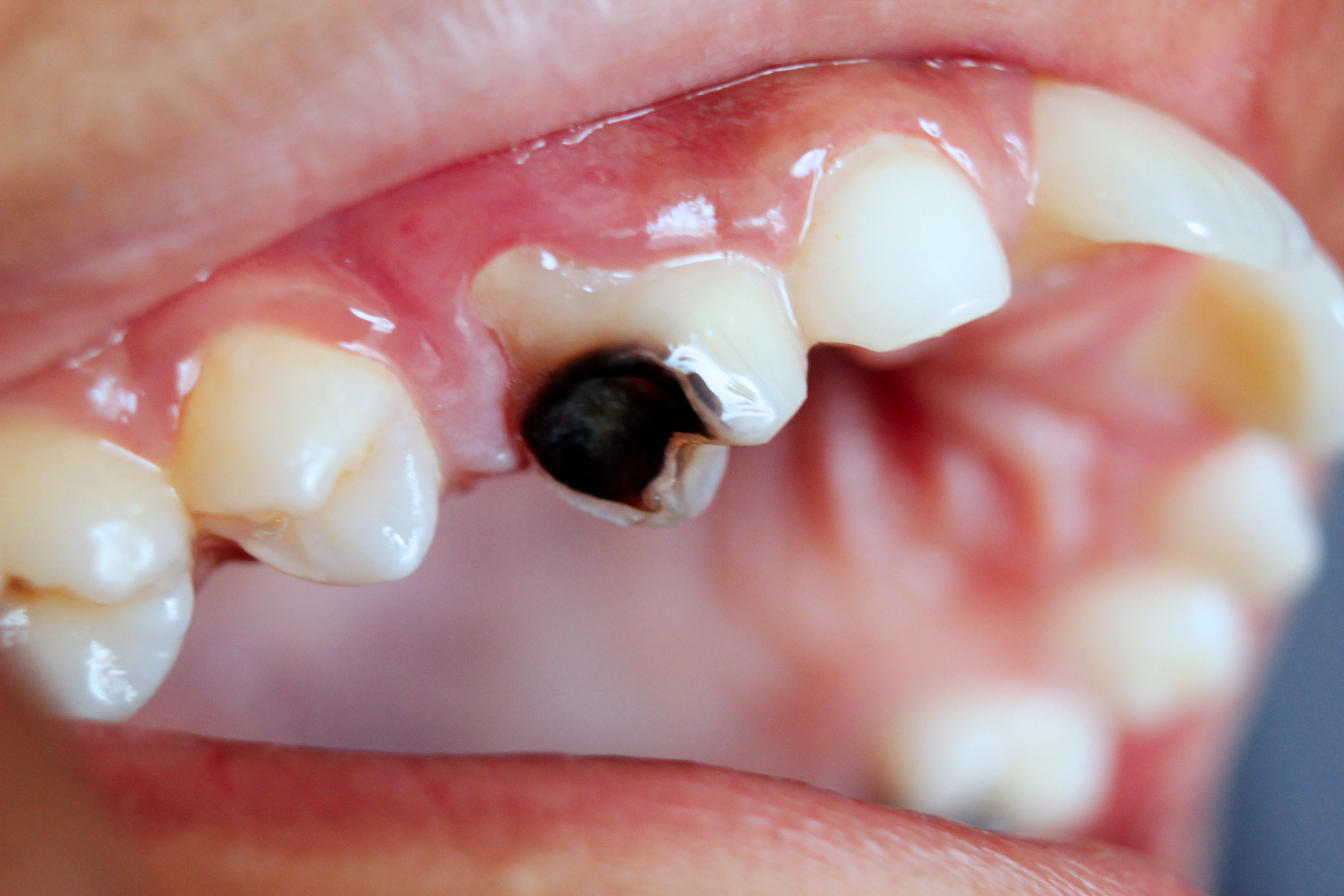
تجويف تسوس الأسنان 2

يبدو أن هناك الكثير مما يمكن القيام به لمساعدة الأفراد على منع تسوس الأسنان وأمراض اللثة بناءً على ما هو معروف بالفعل.
حتى مع الفلورة وصحة الفم ، لا يزال تسوس الأسنان أكثر الأمراض المرتبطة بالنظام الغذائي شيوعًا والتي تؤثر على كثير من الناس. تسوس الأسنان له تأثير اقتصادي على أمراض القلب والسمنة ومرض السكري.
ومع ذلك ، يمكن منع تسوس الأسنان بسهولة عن طريق تقليل إزالة المعادن الحمضية التي تسببها لوحة الأسنان المتبقية على الأسنان بعد تنظيف الأسنان بالفرشاة. تشمل عوامل الخطر لتسوس الأسنان العوامل الجسدية والبيولوجية والبيئية والسلوكية والعوامل المتعلقة بنمط الحياة مثل الأعداد الكبيرة من البكتيريا المسببة للسرطان وعدم كفاية تدفق اللعاب وعدم كفاية التعرض للفلوريد وسوء نظافة الفم والأساليب غير الملائمة لتغذية الرضع والفقر. تحييد الأحماض بعد الأكل وتنظيف الأسنان بالفرشاة مرتين يوميًا على الأقل باستخدام معجون أسنان مفلور سيساعد على الوقاية.
يمكن أن تتطور التجاويف على أي سطح من الأسنان ، ولكنها أكثر شيوعًا داخل الحفر والشقوق في الأخاديد على أسطح المضغ. هذا هو المكان الذي لا يمكن لشعيرات فرشاة الأسنان ومعجون الأسنان بالفلورايد الوصول إليه بشكل فعال.
تنجم أمراض اللثة عن التهاب اللثة والتهاب دواعم الأسنان بسبب أنواع معينة من البكتيريا التي تتراكم في اللويحات السنية المتبقية. يعتمد مدى الإصابة بأمراض اللثة بشكل كبير على حساسية العائل.
يجب أن يشمل التنظيف اليومي تفريش الأسنان واللثة. تنظيف الأسنان بالفرشاة بشكل فعال سيمنع تطور كل من تسوس الأسنان وأمراض اللثة. تحييد الأحماض بعد الأكل وتنظيف الأسنان بالفرشاة مرتين يوميًا على الأقل باستخدام معجون أسنان مفلور سيساعد في منع تسوس الأسنان. يساعد تحفيز تدفق اللعاب في عملية إعادة تمعدن الأسنان ، ويمكن القيام بذلك عن طريق مضغ علكة خالية من السكر. يساعد استخدام جهاز ما بين الأسنان مرة واحدة يوميًا في الوقاية من أمراض اللثة.
يتم تطبيق مانعات التسرب من الشقوق على أسطح المضغ للأسنان ، وتمنع البلاك من أن يتم حصرها داخل الحفر والشقوق. المواد المانعة للتسرب تجعل تنظيف الأسنان بالفرشاة أكثر فعالية ويمنع إزالة المعادن من الأحماض وتسوس الأسنان. إن اتباع نظام غذائي منخفض الكربوهيدرات القابلة للتخمير سيقلل من تراكم البلاك على الأسنان.

## ممارسة

### الكفاءات
ابتكر المجلس الأمريكي للصحة العامة لطب الأسنان (ABDPH) قائمة بالكفاءات ليتبعها اختصاصيو صحة الأسنان العامة. متخصصو طب الأسنان في الصحة العامة هم مجموعة مختارة من أطباء الأسنان المعتمدين. تسمح الكفاءات العشر بالنمو والتعلم للأفراد وتضع توقعات للمستقبل. ميزة التصميم هي أنها قابلة للتنفيذ على المستوى العالمي. يتم تحديث القائمة بشكل دوري.
| كفاءات 1998                                                                             | كفاءات جديدة                                                                            |
| --------------------------------------------------------------------------------------- | --------------------------------------------------------------------------------------- |
| 1. خطط لبرامج صحة الفم للسكان                                                           | 1. إدارة برامج صحة الفم من أجل صحة السكان                                               |
| 2. اختيار التدخلات والاستراتيجيات للوقاية من أمراض الفم ومكافحتها وتعزيز صحة الفم       | 2. إظهار اتخاذ القرار الأخلاقي في ممارسة صحة الأسنان العامة                             |
| 3. تطوير الموارد وتنفيذ وإدارة برامج صحة الفم للسكان                                    | 3. تقييم أنظمة الرعاية التي تؤثر على صحة الفم                                           |
| 4. دمج المعايير الأخلاقية في برامج وأنشطة صحة الفم                                      | 4. تصميم أنظمة المراقبة لقياس حالة صحة الفم ومحدداتها                                   |
| 5. تقييم ومراقبة أنظمة تقديم العناية بالأسنان                                           | 5. التواصل بشأن قضايا الصحة الفموية والعامة                                             |
| 6. تصميم وفهم استخدام أنظمة المراقبة لمراقبة صحة الفم                                   | 6. قيادة التعاون في قضايا الصحة الفموية والعامة                                         |
| 7. التواصل والتعاون مع المجموعات والأفراد في قضايا صحة الفم                             | 7. مناصرة سياسة الصحة العامة والتشريعات واللوائح لحماية وتعزيز صحة الفم والأسنان العامة |
| 8. مناصرة سياسة الصحة العامة والتشريعات واللوائح لحماية وتعزيز صحة الفم والأسنان العامة | 8. تقييم الأدلة بشكل نقدي لمعالجة قضايا صحة الفم للأفراد والسكان                        |
| 9. نقد المؤلفات العلمية وتوليفها                                                        | 9. إجراء البحوث لمعالجة مشاكل الفم والصحة العامة                                        |
| 10. تصميم وإجراء دراسات سكانية للإجابة على أسئلة صحة الفم والأسئلة العامة               | 10. دمج المحددات الاجتماعية للصحة في ممارسة صحة الأسنان                                 |

### النطاق
المجالات الرئيسية لنشاط صحة الأسنان العامة تشمل:
- مراقبة صحة الفم

تم تصميم النظام الوطني لمراقبة صحة الفم (NOHSS) لمراقبة آثار أمراض الفم على السكان ، بالإضافة إلى مراقبة كيفية تقديم العناية بالفم. بالإضافة إلى ذلك ، يتم الإشراف باستمرار على حالة فلورة المياه على مستوى الولاية والمستوى الوطني
- تقييم الأدلة على تدخلات وبرامج وخدمات صحة الفم والأسنان تطوير السياسات والاستراتيجيات وتنفيذها تحسين صحة الفم الصحة والحماية العامة تطوير ومراقبة جودة خدمات طب الأسنان ذكاء الصحة العامة للأسنان أكاديمية الصحة العامة لطب الأسنان دور في الخدمات الصحية

## المبادئ والمعايير
تهتم صحة الأسنان بتعزيز صحة جميع السكان وتركز على إجراء على مستوى المجتمع ، بدلاً من اتباع نهج سريري فردي. الصحة العامة للأسنان هي موضوع واسع يسعى إلى توسيع نطاق العوامل التي تؤثر على صحة الفم لدى الناس والوسائل الأكثر فعالية للوقاية من مشاكل صحة الفم وعلاجها.
معايير تحديد مشكلة الصحة العامة
للسماح بإدارة مشكلة صحية بشكل صحيح ، من المهم أن تكون هناك مجموعة من القواعد أو المعايير التي يجب اتباعها والتي تحدد ما يتم تعريفه على أنه مشكلة صحية عامة وما هو أفضل طريقة لإدارة المشاكل الصحية في المجتمعات. يجب مراعاة الأسئلة التالية عند معالجة مشاكل الصحة العامة:

## نهج الوقاية

### فلورة مياه الشرب
فلورة المياه هي تنفيذ الفلوريد الاصطناعي في إمدادات المياه العامة بهدف وقف تطور أمراض الأسنان. يمتلك الفلوريد القدرة على التدخل في عملية إزالة المعادن وإعادة التمعدن التي تحدث على سطح السن ويحسن امتصاص المعادن عندما ينخفض مستوى الأس الهيدروجيني إلى ما دون مستوى الأس الهيدروجيني المحايد.
تم تنفيذ هذا الإنجاز من خلال تطوير الصحة العامة في القرن التاسع عشر والقرن العشرين ودخل القرن الحادي والعشرين. بدأ البحث في تأثيرات الفلورايد على الأسنان بسبب القلق من وجود التسمم بالفلور في الأسنان.
حدثت العديد من تجارب الحالات السريرية في بداية القرن العشرين. ومع ذلك ، فإن أول تجربة سريرية حدثت تعود إلى القرن التاسع عشر عندما أجرى ديننجر تجربة وصف فيها الأطفال والنساء الحوامل بفلوريد الكالسيوم. من هذه التجربة ، تم التعرف على أهمية الفلورايد على أنسجة الأسنان. من هذه النقطة ، تم إجراء العديد من التجارب السريرية بعد هذه الدراسات ، أصبح التعرف على النتائج الإيجابية على أنسجة الأسنان واضحًا وأصبحت المشاريع في فلورة المياه ذات أهمية كبيرة.
بدأ تطوير فلورة المياه الاصطناعية في عام 1945 في جراند ميشيغان السريعة تليها نيوبورج ونيويورك وإيفانستون ، إلينوي. في عام 1955 ، جربت ثلاث مدن واتفورد وكيلمارنوك وأنجليسي خطة تنفيذ فلورة المياه. في عام 1960 ، نفذت جمهورية أيرلندا جميع إمدادات المياه العامة بمياه مفلورة اصطناعية وبعد أربع سنوات مدت ذلك إلى مدينتي دبلن وكورك الرئيسيتين.
40 دولة لديها مخططات مياه مفلورة تم تنفيذها. لم يتم تطبيق الفلوريد بالكامل بعد على جميع السكان. يتحسن التقدم ببطء وأصبح الوصول أكثر شيوعًا.

المدى العالمي لفلورة المياه.

| دولة                       | السكان مع المياه المفلورة |
| -------------------------- | ------------------------- |
| الأرجنتين                  | 21٪                       |
| أستراليا                   | 61٪                       |
| البرازيل                   | 41٪                       |
| كندا                       | 43٪                       |
| تشيلي                      | 40٪                       |
| كولومبيا                   | 80٪                       |
| هونج كونج                  | 100٪                      |
| إسرائيل                    | 75٪                       |
| ماليزيا                    | 70٪                       |
| نيوزيلاندا                 | 61٪                       |
| بنما                       | 18٪                       |
| جمهورية ايرلندا            | 73٪                       |
| سنغافورة                   | 100٪                      |
| إسبانيا                    | 10٪                       |
| المملكة المتحدة            | 10٪                       |
| الولايات المتحدة الأمريكية | 74.4٪                     |

### حياة مهنية
بدأت طرق الوقاية مثل تعزيز صحة الفم بتثقيف الأطباء والسكان في استراتيجيات تعزيز الصحة. منذ منتصف القرن التاسع عشر ، دارت ممارسات صحة الفم بشكل أكبر حول الوقاية والتعليم بدلاً من علاج الأمراض. يمكن أن يركز هذا التعليم على ممارسي طب الأسنان وإلى عموم السكان المهتمين.
كان هناك تغيير في التركيز في تعليم تطوير الأطباء في جميع أنحاء العالم. تم تطوير أول مدرسة طب أسنان في عام 1828 وتبعها مجال ممارسة متزايد باستمرار. بدأت ممارسة طب الأسنان بتركيزها الرئيسي على علاج أمراض الفم وتشعبت في نطاق واسع من الممارسة مع العديد من مهن طب الأسنان.
الشكل الأكثر شيوعًا لأطباء الأسنان هم إما أطباء الأسنان العامون ومعالجو صحة الفم ومعالجو الأسنان وأخصائي صحة الأسنان. عند الرغبة ، قد يسعى بعض هؤلاء الأطباء إلى الحصول على مزيد من الخبرة في المشاريع التي قد تساعد نظام طب الأسنان العام في زيادة الوعي بالوقاية من أمراض الأسنان.
الوقاية الصحية الفموية هي الشكل الحالي لممارسة العديد من الأطباء. يفضل المهنيون الصحيون عمومًا التعليم في مجال العناية بالفم على السكان على علاج المرض. يعمل التعليم الجامعي لطب الأسنان على تطوير الأطباء للتركيز على تعليم المرضى وتثقيف المجتمع وزيادة عدد السكان باستخدام مناهج مختلفة.